# Saint-Domet
Saint-Domet – miejscowość i gmina we Francji, w regionie Nowa Akwitania, w departamencie Creuse.
Według danych na rok 1990 gminę zamieszkiwało 205 osób, a gęstość zaludnienia wynosiła 13 osób/km² (wśród 747 gmin Limousin Saint-Domet plasuje się na 426. miejscu pod względem liczby ludności, natomiast pod względem powierzchni na miejscu 424.).